# ادموند وایت
ادموند وایت (انگلیسی: Edmund White؛ زادهٔ ۱۶ ژانویهٔ ۱۹۴۰) رمان‌نویس، نویسنده داستان کوتاه و ناداستان اهل ایالات متحده آمریکا است. وی نویسنده کتاب‌های معروفی مانند لذت سکس همجنس‌گرایانه، اتاق زیبا خالی است، سمفونی خداحافظی و داستان شخصی یک پسر‌ است.